# درب امامزاده ابراهیم
درب امامزاده ابراهیم، روستایی از توابع بخش مرکزی شهرستان گلپایگان در استان اصفهان ایران است.

## جمعیت
این روستا در دهستان کناررودخانه قرار دارد و براساس سرشماری مرکز آمار ایران در سال ۱۳۸۵، جمعیت آن ۶۸۴ نفر (۲۰۰خانوار) بوده‌است.